# 옐로카드

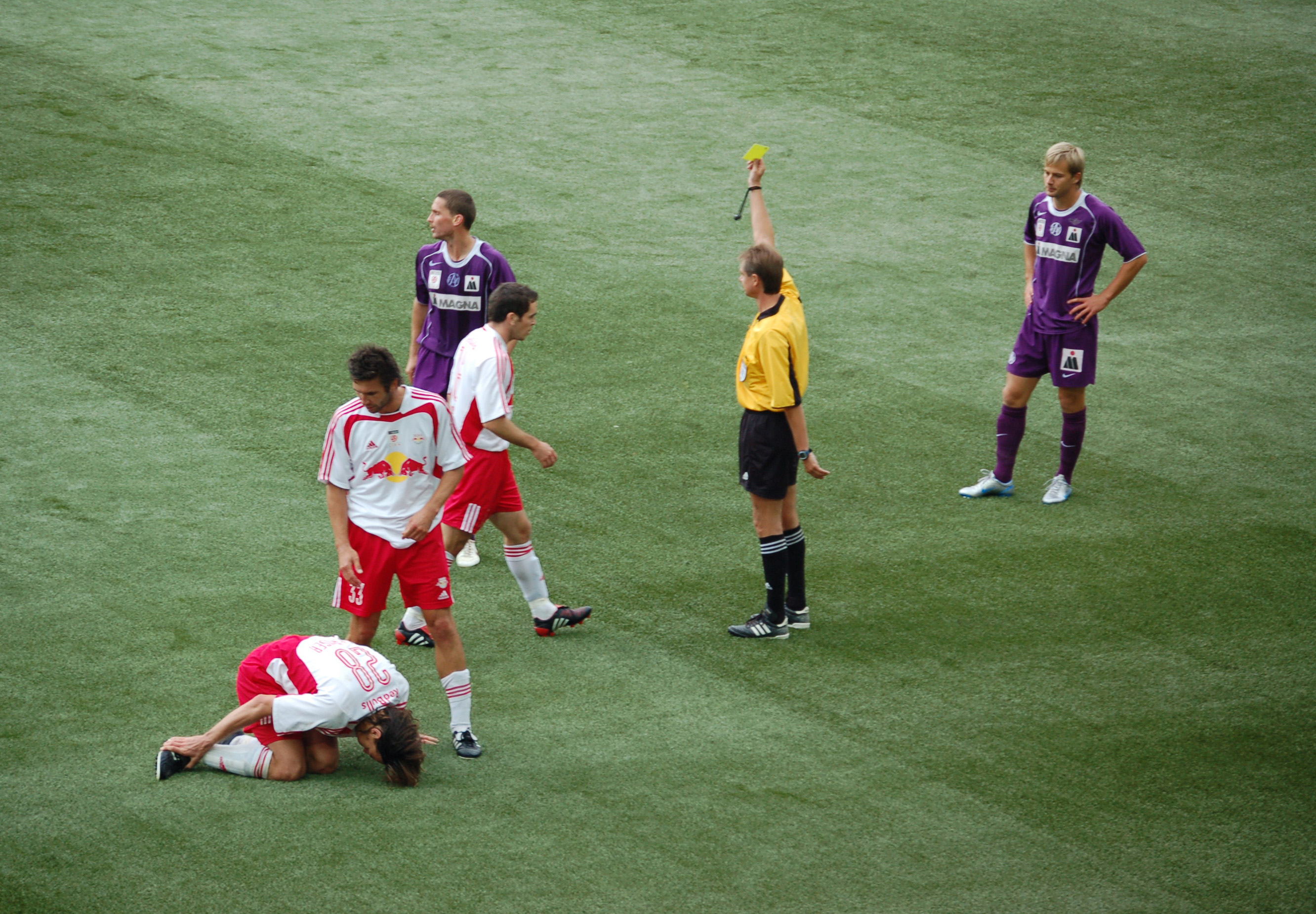
옐로카드를 꺼내는 심판

옐로카드(yellow card→노란색 카드)는 축구나 럭비 등의 스포츠에서 선수들이 반칙을 했을 때 경고를 의미하는 표시이다. 이것을 꺼내면 1개의 경고가 주어진다.

## 옐로카드를 주는 경우
이 행동들은 옐로카드를 받을 수 있을 정도로 위험하고 비신사적인 행동들이다.
1. 백태클로 상대를 넘어뜨리는 행위(무모한 태클)
2. 상대의 옷을 잡아 득점 기회를 방해하는 행위
3. 감정을 이기지 못해 몸싸움을 하는 행위
4. 심판의 판정에 불복하거나 지나치게 항의하는 행위(주장은 제외)
5. 의도적인 핸들링 반칙을 하는 행위
6. 고의적으로 상대를 위협하는 행위
7. 발목이나 다리를 세워서 태클을 하는 행위(심판이 보았다면 거의 경고 행위)
8. 페널티 에이리어 안의 작은 박스 안에서 골키퍼에게 태클을 하는 행위(골키퍼 차지)
9. 골 세레머니를 할 때 상체 유니폼을 벗는 경우(일부 국가의 반발로 인해 생긴 규정)
10. 고의적으로 경기를 지연하는 행위(시간끌기)
11. 주심의 허가없이 경기장을 나가는 경우
12. 상대편의 반칙을 유도하기 위해 고의적으로 넘어지는 경우

## 제스처
주심이 휘슬을 울리고 노란색 카드를 번쩍 든 경우 선언된다.

## 축구에서의 옐로카드

### 퇴장 관련
1. 한 시합에서 옐로카드를 두 번 받으면 퇴장과 다음 경기 출전 정지 처분이 주어진다.
2. 옐로 카드를 3번 받을 시, 퇴장 전 경기 때 이미 옐로카드를 1번 받은 상태에서 재차 받은 경우에는 특별 페널티로 다음 경기 출전 정지 처분이 주어진다.

## 펜싱에서의 옐로카드
옐로카드는 펜싱에서 경고의 뜻으로, 옐로카드는 한 바우트 (bout) 가 종료되면 소멸된다. 코르-아-코르 (corps-a-corps: 신체접촉) 을 플뢰레나 사브르에서 행하거나, 휜 칼을 허락없이 피거나, 허락 없이 피스트를 퇴장하는 등의 행위를 하는 경우 옐로카드(경고 1개)가 부여된다. 이 외에도 옐로카드는 주심이 알레 (Allez: 개시)를 하지 않은 상태에서 앞으로 전진하는 경우에도 주어진다.

## 기타
플레이가 거칠어 경고를 자주 받거나 퇴장을 자주 당하는 선수들에게는 카드캡터라는 별명을 붙이기도 한다.

## 같이 보기
- 레드카드